# Malam Djassi
Malam Djassi (* 5. November 1958 in Bissau) ist ein Diplomat aus Guinea-Bissau.

## Leben
Er studierte in Porto Geschichte. Im Palácio das Necessidades, dem Sitz des portugiesischen Außenministeriums in Lissabon absolvierte er ein einjähriges Praktikum. Es folgte eine Ausbildung am Genfer Hochschulinstitut für internationale Studien. Er trat in den diplomatischen Dienst Guinea-Bissaus ein und arbeitete dann an der Botschaft Guinea-Bissaus in Portugal beim Botschafter Adelino Mano Queta.
Eine weitere Station seines Berufsweges war Havanna. Dort war er ab dem 7. April 2004 interims Geschäftsträger Guinea-Bissaus in Kuba.
Im Jahr 2012 wurde er als Botschafter seines Landes in Deutschland mit Sitz in Berlin akkreditiert. Nebenakkreditierungen erfolgten zumindest in der Slowakei und Tschechien.

## Persönliches
Malam Djassi spricht Englisch, Französisch, Portugiesisch und Spanisch.